# Gastone Medin
Gastone Medin (* 6. Juli 1905 in Split, Österreich-Ungarn; † 1973 in Velletri bei Rom, Italien) war ein italienischer Filmarchitekt, „der bedeutendste und bestbeschäftigte Szenenbildner des Kinos der Mussolini-Ära.“

## Leben
Medin stieß gleich nach seinem Physik- und Mathematik-Studium an der Universität 1928 zum Film, nachdem er die Regisseure Mario Camerini und Alessandro Blasetti kennengelernt hatte. Bis 1945 arbeitete er mit nahezu sämtlichen Filmemachern seines Landes zusammen, darunter Mario Bonnard, Gennaro Righelli, Guido Brignone, Carlo Ludovico Bragaglia und Mario Mattòli. Medin schuf „den Stil des ,Kalligraphismus’, der sich in seiner formalen Strenge als Gegenpol zum Pomp der Historiendramen und dem flauschigen Ausstattungsgepränge der Telefoni Bianchi zur Zeit des faschistischen Kinos verstand.“ Damit nahm er stilistisch auch die optische Gestaltung des gleich nach Kriegsende 1945 aufblühenden, neorealistischen Kinos Italiens vorweg, auch wenn er mit Vittorio de Sicas Schuhputzer lediglich an einer Produktion dieser Filmgattung beteiligt gewesen war.
Stattdessen bestimmen Medins Filmbauten der frühen Nachkriegszeit vor allem die Optik diverser Kostümstoffe, Opern- und Operettenverfilmungen des Regieveterans Carmine Gallone sowie mehrere heitere Gegenwartsgeschichten rund um die Nachwuchsstars Gina Lollobrigida und Sophia Loren (Pane, amore-Reihe, Das Gold von Neapel). 1955 kehrte Medin noch einmal zum neorealistischen Kino zurück (De Sicas Das Dach) und entwarf anschließend die Dekorationen zu einigen wenigen in Europa realisierten Hollywood-Produktionen. Medins beeindruckende Karriere, die die Schaffung von Filmbauten zu über 150 Filmen in nur 32 Jahren umfasste, klang 1960 mit de Sicas Oscar-preisgekrönten Mutter-Tochter-Drama Und dennoch leben sie weitgehend aus. 1961 zog er sich endgültig aus der Zelluloidbranche zurück.

## Filmografie
- 1929: Sole
- 1930: Corte d’Assise
- 1930: La canzone dell’amore (auch deutsche Version Liebeslied)
- 1931: Resurrectio
- 1931: Rubacuori
- 1931: L’armata azzurra
- 1932: La telefonista
- 1932: Gli uomini, che mascalzoni
- 1932: Wally
- 1933: Arbeit macht glücklich (Acciaio)
- 1933: Fanny
- 1933: Giallo
- 1933: Ragazza
- 1934: Frutto acerbo
- 1934: La marcia nuziale
- 1934: Melodramma
- 1934: Stadio
- 1935: Amo te sola
- 1935: Freccia d’oro
- 1935: Ginevra degli almieri
- 1936: Cavalleria
- 1936: Joe il rosso
- 1937: Questi ragazzi
- 1937: Il signor Max
- 1938: Zwischen Leben und Tod (Luciano Serra, pilota)
- 1938: Partire
- 1938: Unsere kleine Frau
- 1938: Batticuori
- 1939: Ins blaue Leben (auch italien. Originalvers.: Castelli in aria)
- 1939: Il documento
- 1939: Frenesia
- 1939: Retroscena
- 1939: Alkazar (L’assedio dell’Alcazar)
- 1939: Der Kavalier mit der Maske (Un’avventura di Salvator Rosa)
- 1940: Liebesfreud – Liebesleid (Addio giovinezza)
- 1940: Maddalena, ein Mädchen mit Pfiff (Maddalena, zero in condotta)
- 1940: Walzer einer Nacht (Una romantica avventura)
- 1940: Piccolo mondo antico
- 1941: Santa Maria
- 1941: La forza bruta
- 1941: I promessi sposi
- 1942: Tragödie einer Liebe (Vertigine)
- 1942: Drei tolle Mädels
- 1942: Die geheimnisvolle Villa (Villa da vendere)
- 1942: Don Cesare di Bazan
- 1942: Malombra
- 1942: Ein Pistolenschuss (Un colpo di pistola)
- 1942: Mein Leben für Dich (Una storia d’amore)
- 1942: Zazà
- 1943: La donna del montagna
- 1943: Tristi amori
- 1943: T’amerò sempre
- 1943: L’uomo della croce
- 1944: Addio, amore !
- 1944: Quartieri alti
- 1945: Il canto della vita
- 1945: Due lettere anonyme
- 1945: Zu neuem Leben (La vita ricomincia)
- 1946: Sturmnacht (Notte di tempesta)
- 1946: Eugenie Grandet (Eugenia Grandet)
- 1946: Mio figlio professore
- 1946: Schuhputzer (Sciuscià)
- 1947: Die Kameliendame (La signora dalle camelie)
- 1947: La Traviata (La Traviata)
- 1947: Ihre wunderbare Lüge (Addio Mimi)
- 1947: Kutsche Nr. 13 (Il fiacre N. 13)
- 1948: La forza del destino
- 1948: Sklaven des Lasters (Una lettera all'alba)
- 1949: La forza del destino
- 1949: Yvonne la Nuit
- 1950: Einer war zuviel (Atto di accusa)
- 1950: Three Steps North
- 1951: Messalina
- 1952: Puccini, Liebling der Frauen (Puccini)
- 1953: Brot, Liebe und Fantasie (Pane, amore e fantasia)
- 1953: Sizilianische Leidenschaft (Cavalleria rusticana)
- 1954: Das Gold von Neapel (L’oro di Napoli)
- 1954: Liebe, Brot und Eifersucht (Pane, amore e gelosia)
- 1954: Im Zeichen der Venus (Il segno di venere)
- 1955: Liebe, Brot und 1000 Küsse (Pane, amore e...)
- 1956: Das Dach (Il tetto)
- 1956: Die Monte Carlo Story (Montecarlo)
- 1957: In einem anderen Land (A Farewell to Arms)
- 1958: Anna von Brooklyn (Anna di Brooklyn)
- 1959: The Enemy General
- 1960: Und dennoch leben sie (La ciociara)
- 1961: Fra’ Manisco cerca guai